# Deltaspis thoracica
Deltaspis thoracica là một loài bọ cánh cứng trong họ Cerambycidae.